# Jean-Luc Caron
Jean-Luc Caron (París, 4 de desembre de 1948) és un metge i musicòleg francès.

## Biografia
És doctor en medicina, president fundador de l'Associació Francesa Carl Nielsen, editor del butlletí de l'associació, autor d'assajos, contes, aforismes i novel·les.
S'ha especialitzat en l'estudi i la difusió de la música del nord d'Europa, que intenta presentar regularment en articles, cròniques, monografies, conferències, emissions de ràdio i situar-la en el seu context històric i estètic nòrdic i internacional.
El 2007, va començar a col·laborar a la pàgina web ResMusica fundada el 1999, com a editor.

## Publicacions principals
- Allan Pettersson, destin, douleur et musique, la vie et l'œuvre, 1989 (1 edició), 2009 (2 edició).
- Carl Nielsen, Editions l'Âge d'Homme, Lausana, 1990, 500 pàgines.
- Grands symphonistes nordiques méconnus, Butlletí de l'Associació Francesa Carl Nielsen, 1991.
- Kajanus i Wegelius, Butlletí de l'Associació Francesa Carl Nielsen, 1992.
- Catalogue des principales œuvres instrumentales de Sibelius, Butlletí de l'Associació Francesa Carl Nielsen, 1992.
- Edvard Grieg et Paris, Associació Francesa Carl Nielsen, 1994.
- Petite histoire de la musique nordique à Paris, 1910-1953, Butlletí de l'Associació Francesa Carl Nielsen, 1995.
- Jean Sibelius, Editions l'Age d'Homme, París,  ISBN 2-8251-0798-0.
- Edvard Grieg, el Chopin du Nord, la vie et l'œuvre, Lausana, l'Âge d'Homme, 2003.
- Camille Saint-Saëns, amb Gérard Denizeau, París, Bleu Nuit, 2013 ISBN 978-2-35884-027-9.
- Carl Nielsen, París, Bleu Nuit, 2015, 178 pàgines.
- Camille Saint-Saëns, amb Gérard Denizeau, Bleu nuit Horizons, 2021.
- Dimitri Chostakovitch, Bleu nuit Horizons, 2021
- Giya Kancheli (1935-2019). Les méditations musicales d’un sage. L’Harmattan, 2023

## Altres publicacions
- Edvard Hagerup Bull (en) Champs-sur-Marne, 1994.
- La musique danoise et l'esprit du XIXe siècle : de l'âge d'or danois aux contemporains de Carl Nielsen, París, L'Harmattan.
- Niels Wilhelm Gade: 1817-1890, Champs-sur-Marne, 1997.
- Kurt Atterberg: (1887-1976), Brou-sur-Chantereine, Carl Nielsen French Association, 2003.
- Dictionnaire Hugo Alfvén: 1872-1960, Champs-sur-Marne, 2000.
- Aulis Sallinen, Champs-sur-Marne, 1998.
- Carl Maria von Weber, amb Gérard Denizeau, Espanya.
- Niels Gade et la presse parisienne, 1817-1890: le musicien romantique de l'âge d'or danois, prefaci de Gérard Denizeau, París, L'Harmattan, 2016.
- Johan Svendsen: 1840-1911, Champs-sur-Marne, 1996.
- Musique romantique suédoise: abrégé historique, biographique et esthétique, París, Éditions L'Harmattan, 2019.
- Sibelius, Arles, Actes Sud.
- Samuel Barber, París, l'editorial Bleu nuit.
- Allan Pettersson, Brou-sur-Chantereine, 1989.
- Sibelius de A à Z: cahier Sibelius 1, Champs-sur-Marne, 1996.
- Regards sur Carl Nielsen et son temps : trait d'union entre tradition et modernité, prefaci de David Fanning, París, L'Harmattan.
- Allan Pettersson: 1911-1980, le musicien de la douleur et de l'angoisse existentielle, Brou-sur-Chantereine, 1997.
- Carl Nielsen: discographie, Brou sur Chantereine, 1990.
- Franz Berwald: 1796-1868, Champs-sur-Marne, 1997.
- La musique danoise et l'esprit du XIXe siècle : de l'âge d'or danois aux contemporains de Carl Nielsen, París, L'Harmattan.
- Jon Leifs: 1899-1968, Champs-sur-Marne, 1999.
- Notes sur Carl Nielsen, Champs-sur-Marne, 1998.